# 利州魁星樓
利州魁星樓位於四川省廣元市利州區，文物遺址年代判定為清。2012年7月16日公佈為第八批四川省文物保護單位。
魁星樓，又名奎閣樓，取其“魁星點斗出狀元”之意得名而修建。座落在廣元城西38公里的三堆鎮政府辦公樓旁的三堆文化站內。魁星樓建於清道光三年（1823），該樓高18.4公尺，共4層，底層為長寬各9公尺的正方形，木質閣樓，成寶塔式從底向上逐漸收縮。樓內間有懸道樓梯而上至頂層，頗具民族特色。魁星樓整體建築用材講究，建築工藝水平較高，它對研究我國古代建築結構特點具有重要的意義。2002年，魁星樓被廣元市人民政府公佈為市級文物保護單位。